# 499 (číslo)
Čtyři sta devadesát devět je přirozené číslo. Následuje po čísle čtyři sta devadesát osm a předchází číslu pět set. Římskými číslicemi se zapisuje CDXCIX nebo ID a řeckými číslicemi υϟθ.

## Matematika
499 je:
- Deficientní číslo
- Prvočíslo
- Nešťastné číslo

## Astronomie
- (499) Venusia je planetka Hildiny skupiny, kterou objevil v roce 1902 Max Wolf

## Roky
- 499
- 499 př. n. l.